# L'Enfant du secret (téléfilm, 1996)
Pour les articles homonymes, voir L'Enfant du secret.
L'Enfant du secret est un téléfilm français réalisé par Josée Dayan en 1996.

## Synopsis
Blanche Prévot est assistante sociale. Elle enquête sur un enfant, sourd et muet, retrouvé abandonné près d'un camp de gitans. L'enfant est victime d'une tentative de rapt à l'hôpital et un infirmier, tentant de s'y interposer, est tué. Son enquête l'amène à s'intéresser à Christian Merlu, un homme politique local particulièrement peu recommandable qui n'hésite pas à tuer pour arriver à ses fins. Son épouse Sophie devenue alcoolique semble détenir un secret inavouable : L'enfant est le fils incestueux de Guillaume, mort d'overdose et Nadine, expatriée de force au Canada, les enfants de Merlu. Aidée par Conception, sa collègue, un pédiatre de l'hôpital et la famille de gitans, Blanche va tenter de sauver l'enfant, témoin de ce qu'il n'aurait pas du voir.

## Fiche technique
- Réalisation : Josée Dayan
- Scénario, adaptation et dialogues : Juliette Weiler et Olivia Sol
- Création initiale des personnages : Abigail Padgett
- Musique originale : Bruno Coulais
- Producteur exécutif : Christophe Valette
- Producteurs délégués: Jean-Pierre Guérin et Jean-Louis Livi
- Production : TF1, GMT productions et Film par film.

## Distribution
- Caroline Sihol : Blanche Prévot
- Richard Berry : Docteur Antoine St. Brieux
- Pedro Mourao : I-Yau
- Christine Murillo : Conception
- Simon de la Brosse : Denis
- Annick Alane : Magrit
- Florence Darel : Laurette Prévot
- Sylvie Granotier : Sophie Merlu
- Bernard Verley : Christian Merlu
- Josiane Stoléru : Catherine Maret
- Jacqueline Danno : Rosa
- Annick Le Goff : Thérèse
- François Chatriou : l'infirmier Roland
- Isabelle Pichaud : Sylviane Ducas
- Nordine Kerbache : Michel
- Rogerio Samora : le premier tueur
- Tony Lima : le second tueur
- Tozé Martinho : Jean-Marc
- Francisco Baião : Rocco
- João Salaviza : Joselito
- Fernando Candelas : l'éducateur judiciaire
- Bibi Perestrelo : l'infirmière en chef
- Hélène François : Margaux
- Maria Joao Coelho : l'éducatrice en pédiatrie
- Manuela Santos : la première infirmière
- Sylvie Canape : le seconde infirmière
- Gloria Ferlas : la domestique des Merlu
- Francis Seleck : Gagnes
- Pedro Miguel : le petit frère de Michel
- Canto F. Castro : le père de Michel
- Isabel Fernandes : la mère de Michel
- Manuel Castro e Silva : le journaliste à la pédiatrie
- Luis Zagalo : le clochard
- Rui Vega : le passant
- Carlos Cesar : le directeur de l'hospice
- Luis Santos : le centenaire
- Jean Louis : l'éducateur
- André Maia : le fils de Rosa
- Fernando Godinho : l'inspecteur
- Luis Lucas : le médecin
- Estrela Novais : l'infirmière de garde
- Teresa Roby : la caissière de l'épicerie